# Irish Open 1986
Die Irish Open 1986 im Badminton fanden vom 14. bis zum 15. Februar 1986 in Belfast statt.

## Sieger und Platzierte
| Disziplin    | Gold                       | Silber                      | Bronze                          |
| ------------ | -------------------------- | --------------------------- | ------------------------------- |
| Herreneinzel | Alex White                 | Dan Travers                 | Harald Klauer                   |
| Herreneinzel | Alex White                 | Dan Travers                 | Guido Schänzler                 |
| Dameneinzel  | Alison Fisher              | Caroline Gay                | Pamela Hamilton                 |
| Dameneinzel  | Alison Fisher              | Caroline Gay                | Ciara Doheny                    |
| Herrendoppel | Alex White Dan Travers     | Miles Johnson Andy Salvidge | Harald Klauer Guido Schänzler   |
| Herrendoppel | Alex White Dan Travers     | Miles Johnson Andy Salvidge | Peter Ferguson Graham Henderson |
| Damendoppel  | Alison Fisher Caroline Gay | Ciara Doheny Holly Lane     | Ita Marron Nikki Lane           |
| Damendoppel  | Alison Fisher Caroline Gay | Ciara Doheny Holly Lane     | Pamela Hamilton Morag McKay     |
| Mixed        | Dan Travers Morag McKay    | Miles Johnson Caroline Gay  | Graham Henderson Nikki Lane     |
| Mixed        | Dan Travers Morag McKay    | Miles Johnson Caroline Gay  | Andy Salvidge Alison Fisher     |

## Finalresultate
| Disziplin    | Sieger                     | Finalist                    | Ergebnis          |
| ------------ | -------------------------- | --------------------------- | ----------------- |
| Herreneinzel | Alex White                 | Dan Travers                 | 15-10, 15-14      |
| Dameneinzel  | Alison Fisher              | Caroline Gay                | 12-11, 8-11, 11-3 |
| Herrendoppel | Alex White Dan Travers     | Miles Johnson Andy Salvidge | 18-15, 15-8       |
| Damendoppel  | Alison Fisher Caroline Gay | Ciara Doheny Holly Lane     | 15-3, 18-13       |
| Mixed        | Dan Travers Morag McKay    | Miles Johnson Caroline Gay  | 15-10, 15-7       |